# Mistrzostwa Polski w kolarstwie torowym – scratch kobiet
Mistrzostwa Polski w kolarstwie torowym w konkurencji scratch kobiet odbywają się od 2005. Nie odbyły się w 2010.

## Medalistki
| Rok  | Złoto               | Srebro               | Brąz                |
| 2005 | Katarzyna Jagusiak  | Anna Skawińska       | Marta Szczuko       |
| 2006 | Katarzyna Jagusiak  | Renata Dąbrowska     | Karolina Janik      |
| 2007 | Renata Dąbrowska    | Małgorzata Wojtyra   | Aleksandra Drejgier |
| 2008 | Małgorzata Wojtyra  | Renata Dąbrowska     | Agnieszka Sawosz    |
| 2009 | Renata Dąbrowska    | Małgorzata Wojtyra   | Agnieszka Sawosz    |
| 2011 | Paulina Cywińska    | Małgorzata Wojtyra   | Natalia Rutkowska   |
| 2012 | Katarzyna Pawłowska | Małgorzata Wojtyra   | Natalia Rutkowska   |
| 2013 | Eugenia Bujak       | Małgorzata Wojtyra   | Natalia Rutkowska   |
| 2014 | Małgorzata Wojtyra  | Daria Pikulik        | Łucja Pietrzak      |
| 2015 | Małgorzata Wojtyra  | Natalia Rutkowska    | Łucja Pietrzak      |
| 2016 | Nikola Różyńska     | Natalia Rutkowska    | Patrycja Dąbrowska  |
| 2017 | Marta Jaskulska     | Justyna Kaczkowska   | Katarzyna Pawłowska |
| 2018 | Łucja Pietrzak      | Wiktoria Pikulik     | Monika Graczewska   |
| 2019 | Daria Pikulik       | Karolina Karasiewicz | Łucja Pietrzak      |
| 2020 | Daria Pikulik       | Karolina Karasiewicz | Nikola Wielowska    |
| 2021 | Łucja Pietrzak      | Nikol Płosaj         | Patrycja Lorkowska  |
| 2022 | Tamara Szalińska    | Wiktoria Pikulik     | Natalia Krześlak    |
| 2023 | Maja Tracka         | Wiktoria Pikulik     | Dorota Przęzak      |
| 2024 | Maja Tracka         | Olga Wankiewicz      | Anna Samecka        |